# Герберт Олі
Герберт Олі (нім. Herbert Ohly; 18 грудня 1901, Лангенальтгайм — 20 січня 1972, Гаутінг) — німецький правник і політик, доктор права (1925).

## Біографія
Вивчав право і політологію в університетах Галле, Єни і Вюрцбурга. В 1925 році склав перший, в 1928 році — другий державний іспит і став юристом. Згодом працював в баварській судовій службі, потім — в окружному суді Ерлангена. З 27 березня 1930 року — міський радник Ерлангена, очолював ряд відділів мерії. 30 квітня 1933 року вступив в НСДАП. В 1935 році призначений другим бургомістром Ерлангена і очолив фінансовий відділ. З 1 жовтня 1944 року — тимчасовий обербургомістр Ерлангена. В квітні 1945 року разом із керівником штабу фольксштурму Гансом фон Шмідтом переконав коменданта міста Вернера Лорлеберга здати місто американським військам без бою, щоб уникнути руйнування і загибелі цивільних. 16 квітня 1945 року Ерланген здався. 21 липня Олі був знятий з посади і став співробітником фірми Siemens в Ерлангені і Мюнхені. Успішно пройшов денацифікацію.